# Odmor (TV igra)
Odmor je slovenska TV igra iz leta 1981.
Dogaja se v povprečnem mestnem lokalu in obravnava površnost odnosov. Med obiskovalci so razvajeni lepotec Mare na zmenku, ranljiva in razočarana Beba, zapiti Blaž, ki filozofira, gospa Marinković, klasična gospodinja ter Marjana, ki išče ljubezenske avanture. Mare ljubici Bebi pove, da se ne more ločiti, da je tast prispeval k hiši, ki se gradi, in ji obljublja, da bosta skupaj, ko bo hiša zgrajena. Oba se zavedata, da to ni res. Mare se na koncu dogovori za zmenek z drugo iluzionistično sopotnico.

## Produkcija
Posneli so jo v 8 snemalnih dneh, stala je 550.000 dinarjev.

## Zasedba
- Janez Vajevec: Mare
- Stanislava Bonisegna: Beba
- Janez Hočevar: Blaž
- Maja Boh: Marjana
- Ines Fančović
- Majda Potokar
- Marijana Brecelj
- Polona Vetrih
- Barbara Levstik
- Dare Valič
- Andrej Nahtigal

## Ekipa
- kostumografija: Marija Kobi
- scenografija: Mirta Krulc
- lektorica: Tanja Viher
- kamermani: Lenart Vipotnik, Drago Repe in Samo Podobnik
- urednik: Jernej Novak

## Kritike
Jože Snoj (Delo) je pohvalil prepričljivo in dovolj osebno uprizoritev Vajevca in Bonisegnove, splošno bifejsko vzdušje pa se mu je zdelo šablonizirano. Strinjal se je, da je igra ogledalo naši poplitvenosti, vendar je bilo po njegovem to ogledalo nebrušeno.